# Thallusa
Thallusa è un poemetto in lingua latina di Giovanni Pascoli, composto nel 1911 e pubblicato postumo nel 1912 a cura dell'Accademia Reale delle Arti e delle Scienze dei Paesi Bassi dopo essere stato premiato con la medaglia d'oro nel Certamen poeticum Hoeufftianum, un concorso di poesia latina.

## Storia
L'opera fu composta nel 1911 e inviata al Certamen Hoeufftiano assieme al motto virgiliano Incipe parve puer; il Certamen poeticum Hoeufftianum era un concorso nel quale i componimenti poetici in gara dovevano essere presentati anonimi e accompagnati da un motto di riconoscimento che spesso svolgeva anche funzione di epigrafe. Nel più vecchio autografo pascoliano di Thallusa è presente, a mo' di epigrafe, il verso 65 della Pentecoste di Alessandro Manzoni (Perché, baciando i pargoli). La protagonista del carme di Pascoli, Thallusa, è una schiava cristiana a cui è stato strappato il proprio figlioletto: la fede non le procura nessuna consolazione, anzi invidia la maternità della padrona, e viene infine scacciata per aver troppo amato il bimbo della padrona. Per Traina, Thallusa è la risposta dell'agnostico Pascoli all'ottimismo cristiano del Manzoni. Il poemetto fu verseggiato un po' frettolosamente dal poeta gravemente ammalato che non riuscì a correggerne le bozze. Nel caso di Thallusa l'anonimato del Pascoli al Certamen Hoeufftiano fu presto violato. Si dice che, durante la lettura del carme, giunto al verso 180 Jacobus Johannes Hartman, un giurato olandese, infrangendo la consegna del silenzio abbia esclamato: "Questo è Pascoli!". Il poeta seppe della vittoria al concorso sul letto di morte.

## Trama
Thallusa è schiava in una famiglia romana non ricca composta dal padre, di professione scriba, dalla madre e da tre bambini. Il compagno di Thallusa è stato ucciso, sebbene non avesse mai fatto del male a nessuno, e il loro bambino strappato alla madre quando era ancora lattante. Mentre Thallusa riaccompagna in fretta da scuola a casa i due bambini più grandicelli, il padrone di casa dice alla moglie che vuole vendere Thallusa perché non ne sopporta più l'atteggiamento triste e perché teme inoltre che la schiava possa essere cristiana. La moglie cerca di scusare Thallusa, ma il marito non la ascolta ed esce frettolosamente annunciandole che cenerà fuori casa per affari. Anche la signora deve uscire di casa per celebrare con le vicine i misteri della Bona Dea.
La presenza dei bambini in famiglia ricorda a Thallusa il proprio bimbo perduto rattristandola. La padrona cerca di consolarla promettendole che pregherà la Bona Dea per lei. Rimasta sola con i bambini, Thallusa manifesta la sua rabbia e il suo odio verso ciò che la circonda; maledice perfino la compassionevole padrona e i bambini. Il rancore viene interrotto dal pianto del bambino più piccolo, che cerca evidentemente la madre. Commossa Thallusa lo calma cantandogli la ninna-nanna che cantava al proprio piccolo. Il bimbo finalmente sorride. Thallusa rivolge allora al bambino le parole che avrebbe voluto dire al suo: «Sorridi, finalmente hai imparato a riconoscere tua madre e le sorridi» («Ride! / Coepisti tandem risu cognoscere matrem!»). In quel momento giunge la vera madre del bambino che ascolta quelle parole e bruscamente invita Thallusa ad andare a letto perché l'indomani dovrà alzarsi all'alba. E l'indomani all'alba un nuovo acquirente porterà via da quella casa la schiava.

## Struttura
Il poemetto, in lingua latina, è composto da 194 versi. I versi sono quasi tutti esametri se si eccettuano quelli della ninna-nanna "Ocelle mi" dei versi 165-179, nei quali Pascoli ha utilizzato l'antico metro saturnio, e i versi 28 e 63, eptametri in luogo dei corretti esametri; una imperfezione quest'ultima da attribuire probabilmente alla fretta di Pascoli nel terminare al più presto il carme per inviarlo al concorso entro i termini stabiliti. Sono frequenti invece sperimentazioni  metrico formali: ipermetri (per esempio al verso 4), le allitterazioni, ripetizione dello stesso timbro vocalico, come per esempio la /u/ in "perMULsus MURmure" del verso 98, e così via. Il bilinguismo latino-italiano del Pascoli, che spesso negli scritti in italiano utilizzava vocaboli moderni nell'accezione latina, si manifesta, in Thallusa, con il ricorso a vocaboli latini veicolanti tuttavia il significato del vocabolo italiano somigliante. Per esempio, in latino "murmur" denotava un rumore sordo, un boato; in Thallusa, al verso 98, Pascoli lo ha utilizzato col significato dell'italiano "mormorio".